# Dansk Bibliofilklub
Dansk Bibliofil-Klub er en klub for danske bibliofile, dvs.  bogsamlere og andre med interesse for bøger, litteratur, boghistorie og bogkultur. Klubben består hovedsageligt af danske medlemmer, men tæller også udenlandske medlemmer. Emnemæssigt favner medlemmernes interesse bredt, fra middelaldermanuskripter, inkunabler og renæssancebøger til helt moderne litteratur, typografi og illustrationskunst. 
Klubben blev stiftet 16. juni 1942 af bibliotekar Carl Dumreicher, forlagsboghandler Paul Hagerup, antikvarboghandler Thorvald Johansen og landsretssagfører Mogens Müllertz og havde i første omgang 49 medlemmer, senere udvidet til i dag 70 medlemmer. Carl Dumreicher blev klubbens første formand indtil 1956, hvor han blev afløst af lektor K.F. Plesner.
Klubben indstiller selv nye medlemmer, og man kan således ikke ansøge om optagelse. Blandt klubbens æresmedlemmer har blandt andre været Hans Kongelige Højhed Prins Henrik og dansk-amerikaneren J. Christian Bay.
Klubben er et forum, hvor medlemmerne deler deres viden og passion for bøger ved medlemsmøder i form af diskussions- og foredragsaftener. Man inviterer også ikke-medlemmer med boghistorisk eller bibliofil specialviden til at holde foredrag.   
Dansk Bibliofil-Klub udgiver en række publikationer, især til klubbens egne medlemmer, om bibliofile emner og har som det hidtil største værk i 2012 udgivet "Danske bogsamlere i det 20. århundrede" i to bind (et tredje, supplerende bind udkom i 2017) i samarbejde med Forening for Boghaandværk. Klubben har udgivet en serie med titlen Vores yndlingsbøger med ti beretninger om medlemmernes yndlingsbøger samt skriftrækken Bibliofilier.